# Svatební dort

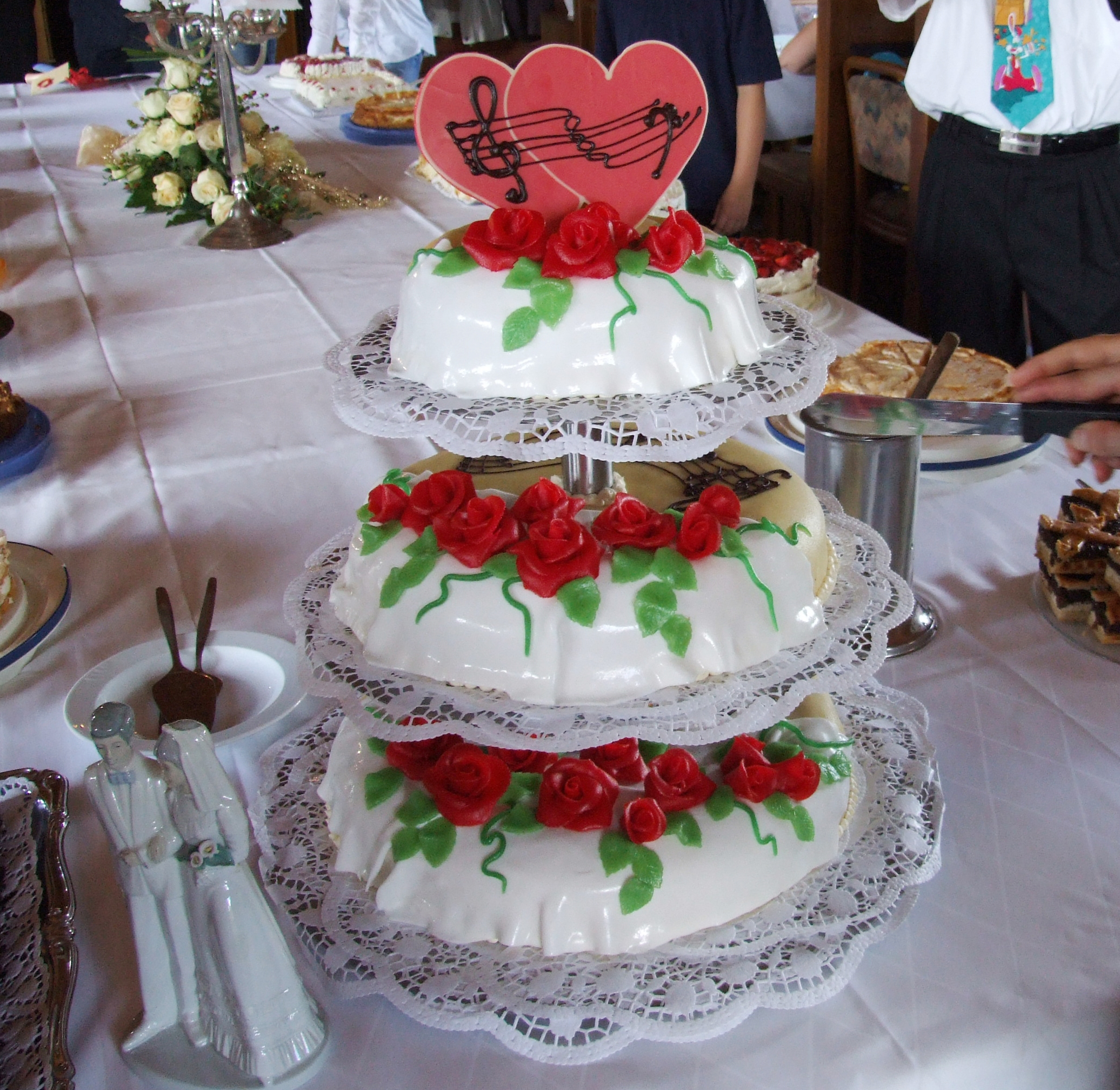
Svatební dort, Německo

Svatební dort je tradiční dezert podávaný na svatebních hostinách. V moderní západní kultuře je dort obvykle vystaven a podává se hostům na hostině. Tradičně se svatební dorty připravovaly proto, aby přinesly všem hostům i snoubencům štěstí. V moderním pojetí jsou však spíše nástolcem svatby a stává se, že nejsou hostům ani servírovány. Některé dorty jsou vyrobeny pouze s jediným jedlým patrem určeným pro ženicha s nevěstou.
Přestože svatební dort nemá jasně definované vlastnosti, protože se jejich tvar, ingredience, velikost a další liší podle potřeb novomanželů, jsou svatební dorty obvykle bohatě zdobené, elegantní a velké, aby je bylo možné podávat četným hostům přítomným během obřadu. Svatební dorty jsou pro svou majestátnost považovány za příklad kulinářského kýče.

## Historie

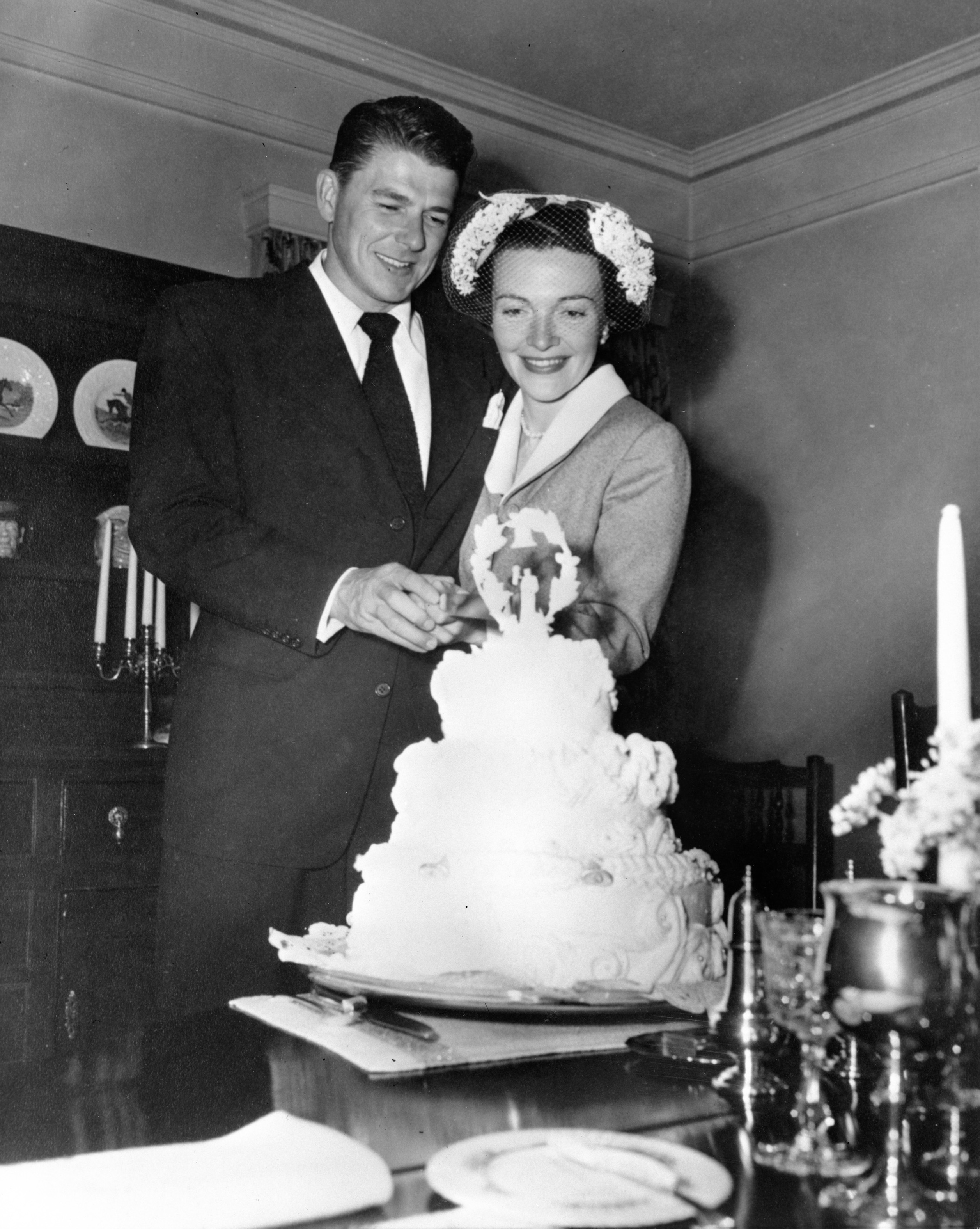
Ronald Reagan a Nancy Reagan krájí svůj svatební dort, Toluca Lake, Kalifornie, 1952

První svatební dorty se pravděpodobně vyráběly ve starověkém Řecku. Tradice moderních svatebních dortů vychází z několika různých etnických tradic. Jednou z prvních byla tradice ve starověkém Římě, kde se přes hlavu nevěsty lámal koláč z pšenice nebo ječmene, aby přinesl páru štěstí.
Během 16. až 17. století se rozšířil zvyk podávat při obřadech slané svatební koláče. Jeden dochovaný recept na svatební dort je od Roberta Maye z roku 1685 s vejci, sušeným ovocem, ústřicemi, jehněčími varlaty, piniovými oříšky a kohoutími hřebínky, který také obsahoval přihrádku, která byla naplněna živými ptáky nebo hadem pro pobavení hostů. Od hostů se očekávalo, že neodmítnou kus nabízeného nevěstina koláče. Jeho odmítnutí bylo považováno za velmi neslušné a mělo přinést neštěstí.
Nejstarším známým sladkým svatebním dortem je dort z Banbury, který se datuje kolem roku 1655 (podle jiných zdrojů 1586). V Anglii se ve stejném století zrodil zvyk podávat během šlechtických svateb dva koláče, jeden pro nevěstu a jeden pro ženicha. Dort nevěsty měl obvykle bílou polevu, tedy symbol panenství a čistoty, stejně jako bohatství a vysokého společenského postavení. Dort ženicha byl obvykle ovocný dort, tmavší barvy a mnohem menší než dort nevěsty.
Na počátku 19. století vytvořil Marie-Antoine Carême croquembouche, francouzský dezert složený z různých kuliček plněných krémem a naskládaných jako kornout podávaný při svatebních obřadech. Takzvaná bílá královská poleva, která je charakteristická pro mnoho svatebních dortů, je odvozena od dortu podávaného během svatby královny Viktorie. Tento dort měřil v průměru tři metry a vážil 140 kg.

## Symbolika

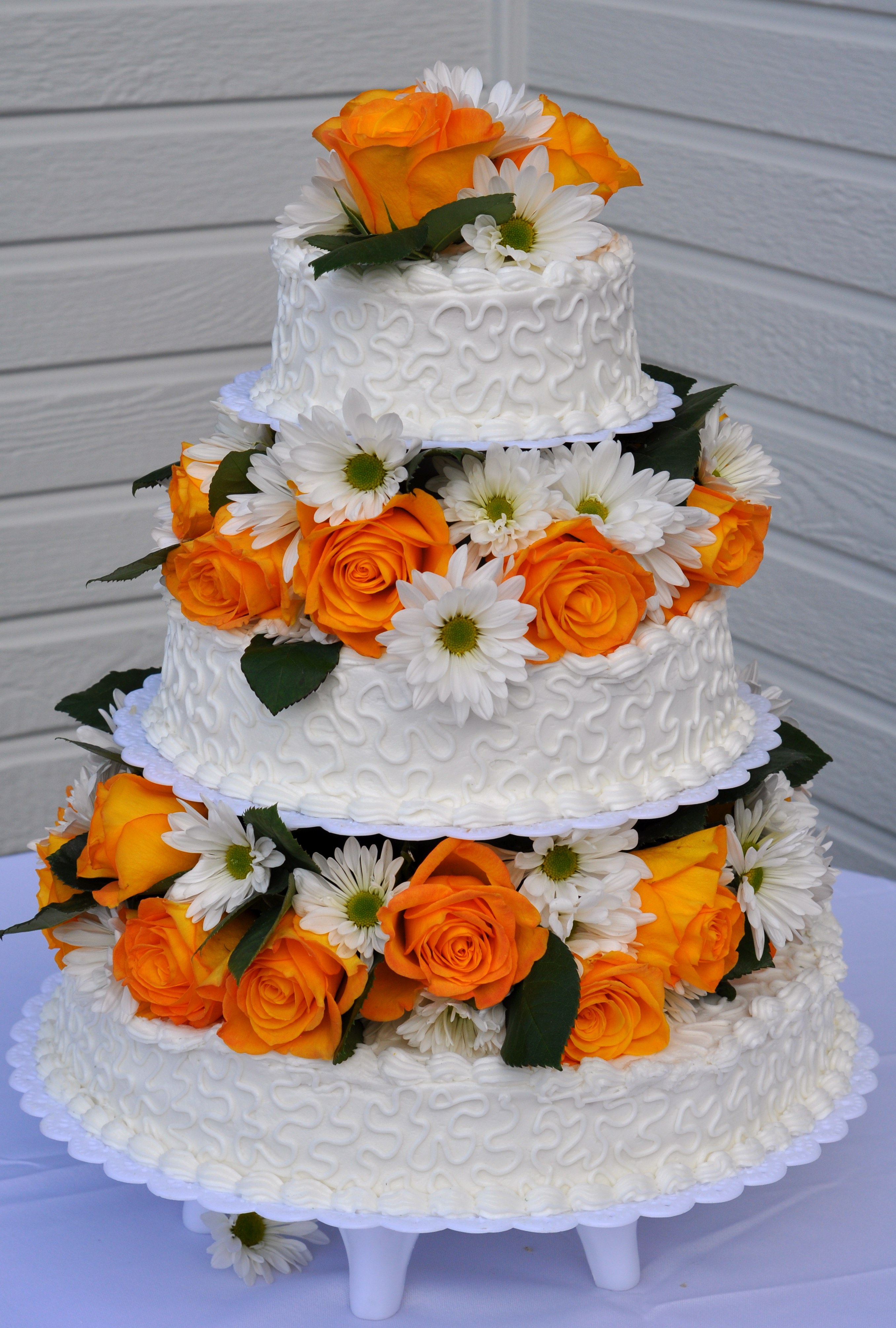
Letní svatební dort s květinami

Svatební dorty nebyly vždy středobodem svatebních hostin a často měly podobu koláče či chleba. Se svatebními dorty však bylo vždy spojeno mnoho symboliky. Například v Číně manželé začínají krájet vícepatrový dort od nejnižšího patra a první kousky jsou určeny jejich rodičům a dalším předkům, jako symbolický způsob, jak uctít jejich místo jako základ rodiny.